# Wausau (Florida)
Wausau és un poble dels Estats Units a l'estat de Florida. Segons el cens del 2000 tenia 398 habitants.

## Demografia
Segons el cens del 2000, Wausau tenia 398 habitants, 163 habitatges, i 106 famílies. La densitat de població era de 136 habitants/km².
Dels 163 habitatges en un 27,6% hi vivien nens de menys de 18 anys, en un 47,9% hi vivien parelles casades, en un 12,9% dones solteres, i en un 34,4% no eren unitats familiars. En el 30,1% dels habitatges hi vivien persones soles el 15,3% de les quals corresponia a persones de 65 anys o més que vivien soles. El nombre mitjà de persones vivint en cada habitatge era de 2,44 i el nombre mitjà de persones que vivien en cada família era de 3,04.
Per edats la població es repartia de la següent manera: un 26,9% tenia menys de 18 anys, un 8,3% entre 18 i 24, un 24,1% entre 25 i 44, un 24,1% de 45 a 60 i un 16,6% 65 anys o més.
L'edat mediana era de 37 anys. Per cada 100 dones de 18 o més anys hi havia 89 homes.
La renda mediana per habitatge era de 21.000 $ i la renda mediana per família de 23.000 $. Els homes tenien una renda mediana de 20.481 $ mentre que les dones 21.563 $. La renda per capita de la població era de 10.722 $. Entorn del 25% de les famílies i el 29,2% de la població estaven per davall del llindar de pobresa.

## Poblacions més properes
El següent diagrama mostra les poblacions més properes.